# أماني شاخيتي
أماني شاخيتي أو أماني شاخيتو ملكة كوشية محاربة، وواحدة من أشهر ملوك وملكات الحضارة المروية السودانية القديمة. يعتقد أنها حكمت مملكة كوش منذ العام 10 قبل الميلاد الي العام الأول الميلادي، وعثر على اسمها في مخطوطة بمروي تمت تسميتها فيها بالملكة والحاكم معاً. وقد اعتلت “أمانى شاخيتي” العرش بعد وفاة الكنداكة “أمانى ريناس”، ويختلف المؤرخون حول صلة قرابتهم ببعض، فإما أن الثانية هي ابنة الأولى أو أختها، ويذهب بعضهم إلى أنها الزوجة الثانية للملك “تريكتاس”.
كانت الملكة أماني شاخيتى الشهيرة بـ (الكنداكة) من الملكات العظيمات في مملكة كوش، وعلى يدها تمّ إخضاع أسوان لمملكتها حينما كانت خاضعة لحكم الرومان في ذلك الوقت (عام 24 قبل الميلاد)، وأشتهرت بصدها للقوات الرومانية الغازية التي أرسلها الإمبراطور الروماني أغسطس بعد رفضها لفرض الامبراطورية الرومانية الضرائب الباهظة على أتباع مملكتها. في عام 24 ق.م، قادت الكنداكة أمانى شاخيتى حرب ضد الامبراطورية الرومانية تكونت من 30000 جندى بقيادتها لتحرير أسوان من قبضة المستعمر وتحرير سكانها.

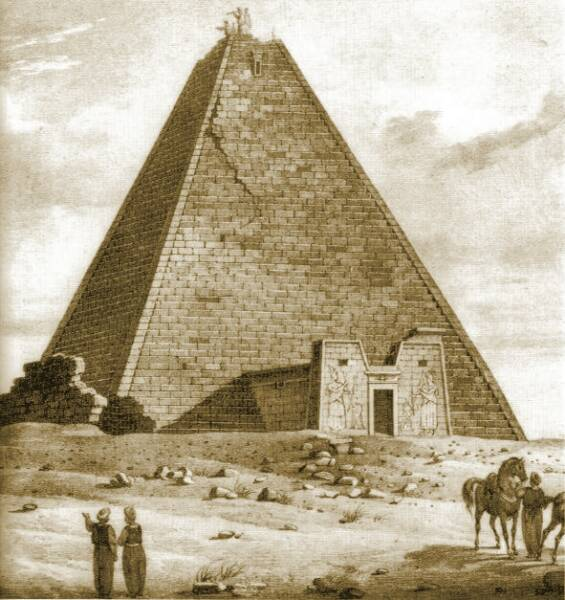
هرم الكنداكة أماني شاخيتي في ودبانقا

و بعد انتصارها على الجيش الرومانى، قد عادت إلى مملكتها وبحوزتها العديد من المعتقلين الرومانيين والعديد من التمثايل لاغسطس. بعد 3 سنين متواصلة من الحروب المتواصلة بين المملكتين، تم عقد معاهدة سلام بين الطرفين والتي تضمنت إلغاء الضرائب علي مملكة الكوش. وقد التزمت المملكة الرومانية بهذه المعاهدة حتى بعد وفاتها ب3 قرون بفضل قوة مملكتها.
و جدير بالذكر أن لقب كنداكة كان لقب الملكات الحاكمات أو مسمي يعني الزوجة الملكية الأولي في حضارة كوش الإفريقية القديمة والتي عرفت أيضاً بأسم الحضارة النوبية أو إثيوبيا، وقد امتازت حياة الكنداكات بالاهتمام بالمجوهرات، والكنوز، والمنحوتات النحاسية الفريدة، ومجموعة من المجوهرات المحببة بإتقان ومطعّمة باللازورد الأزرق، والخواتم ذات الشكل الدرعي، والعقود، والأساور، وغيرها من الأشياء المزخرفة التي تمثل رموزاً دينية في ذلك العهد، هذا ويُعتقَد أنها توفت في العالم الأول الميلادى.
تم التعرف عليها عبر عدة آثار ومعابد مثل:
- معبد آمون في الكوة.
- معبد اباداماك في النقعة.
- المسلة الخاصة بها والتي عثر عليها في معبد آمون في النقعة.
- مسلة عثر عليها في قصر ابريم.
- مسلة عثر عليها في مروي.
- نقوش علي جدران قصر في منطقة ود بانقا.
- الهرم السادس في مروي، وهو هرمها الخاص.[5]

## مجوهراتها
أبرز ماعرفت به أماني شاخيتي هو كنز مجوهراتها التي عثر عليها المستكشف الإيطالي فريليني عام 1834، وهو معروض حالياً في متحف برلين المصري في ميونخ. 

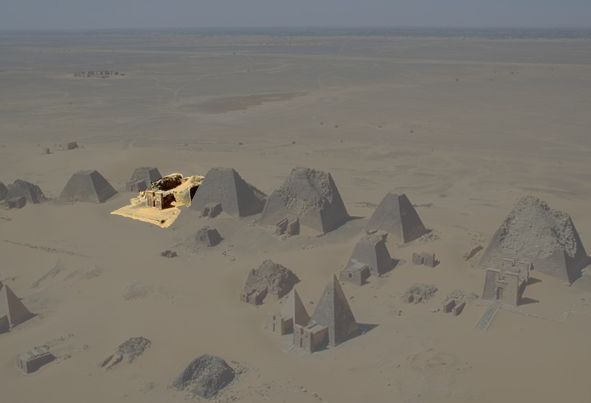
هرم الملكة أماني شاخيتي رقم 6 في مروي بعد تدميره

عندما قام المستكشف الإيطالي فريليني بعرض هذه المجموعة الفريدة من المجوهرات النفيسة للمتاحف الأوربية، لم يصدقوا أن هذه المجوهرات أثرية وأكدوا أن هذه المجوهرات لا يمكن أن تكون من أفريقيا[من؟]، وبعد دراسة النقوش والفحص الدقيق تنافست المتاحف على اقتنائها.

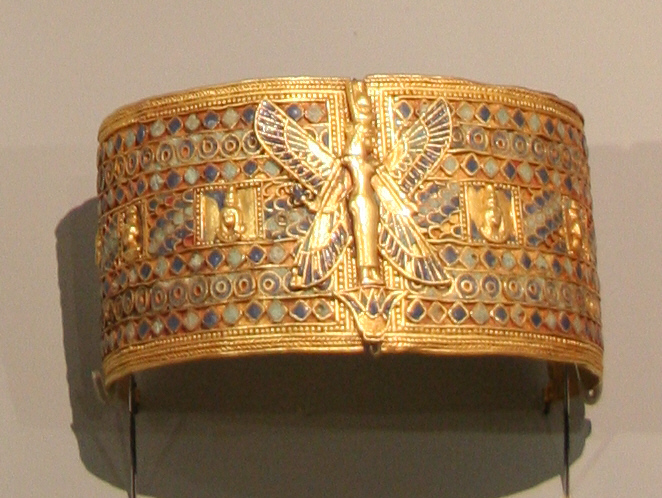
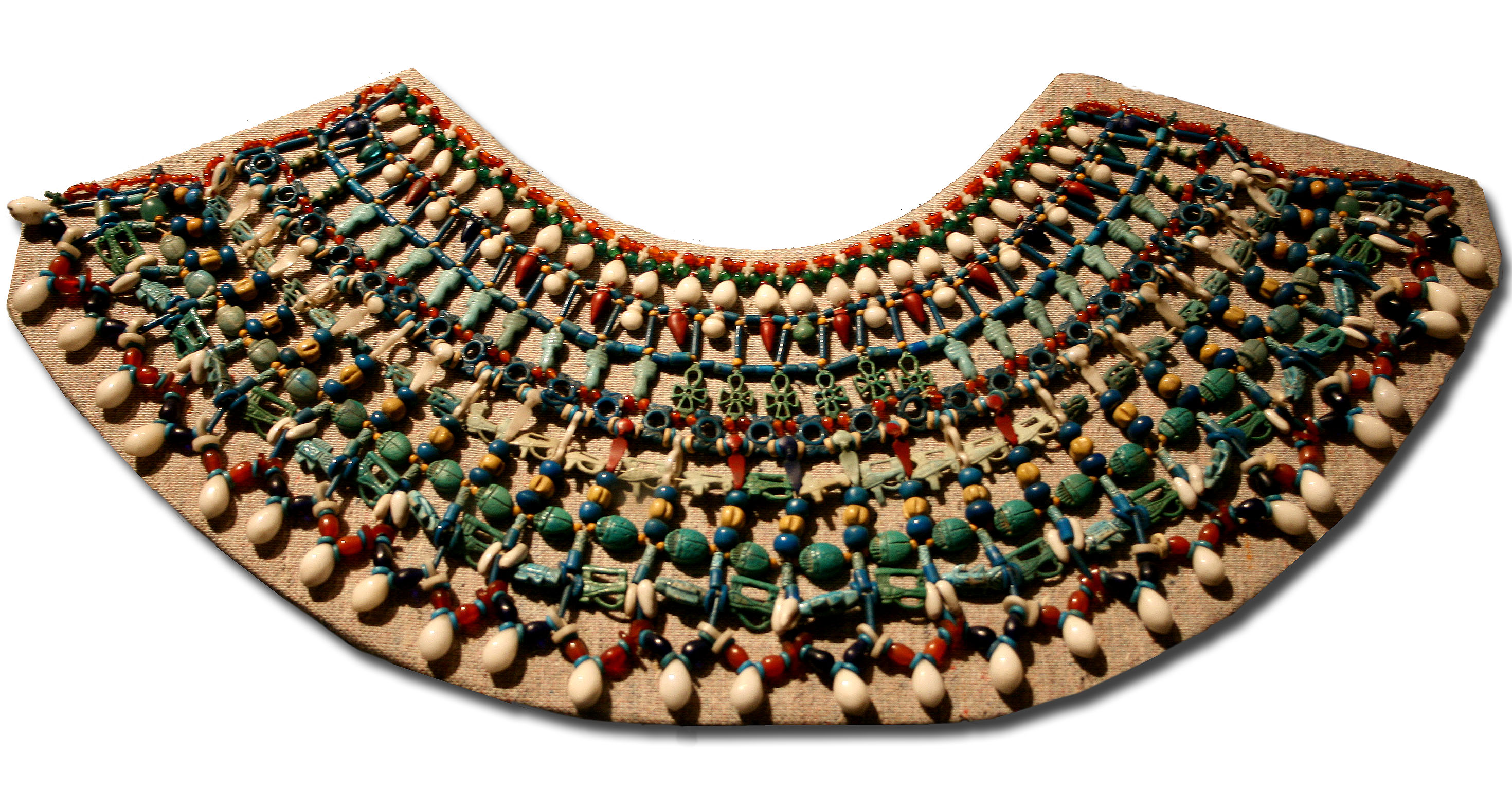
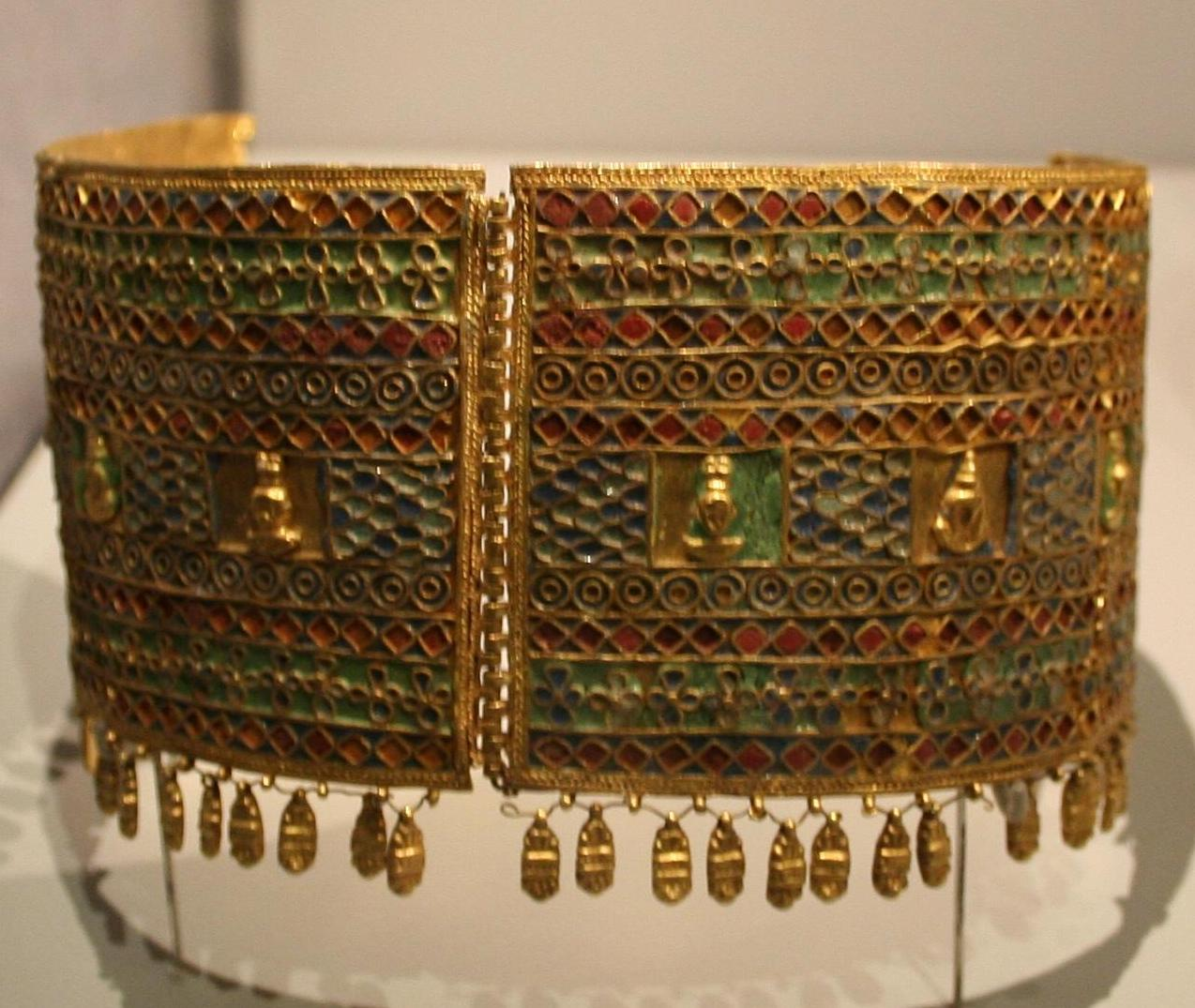
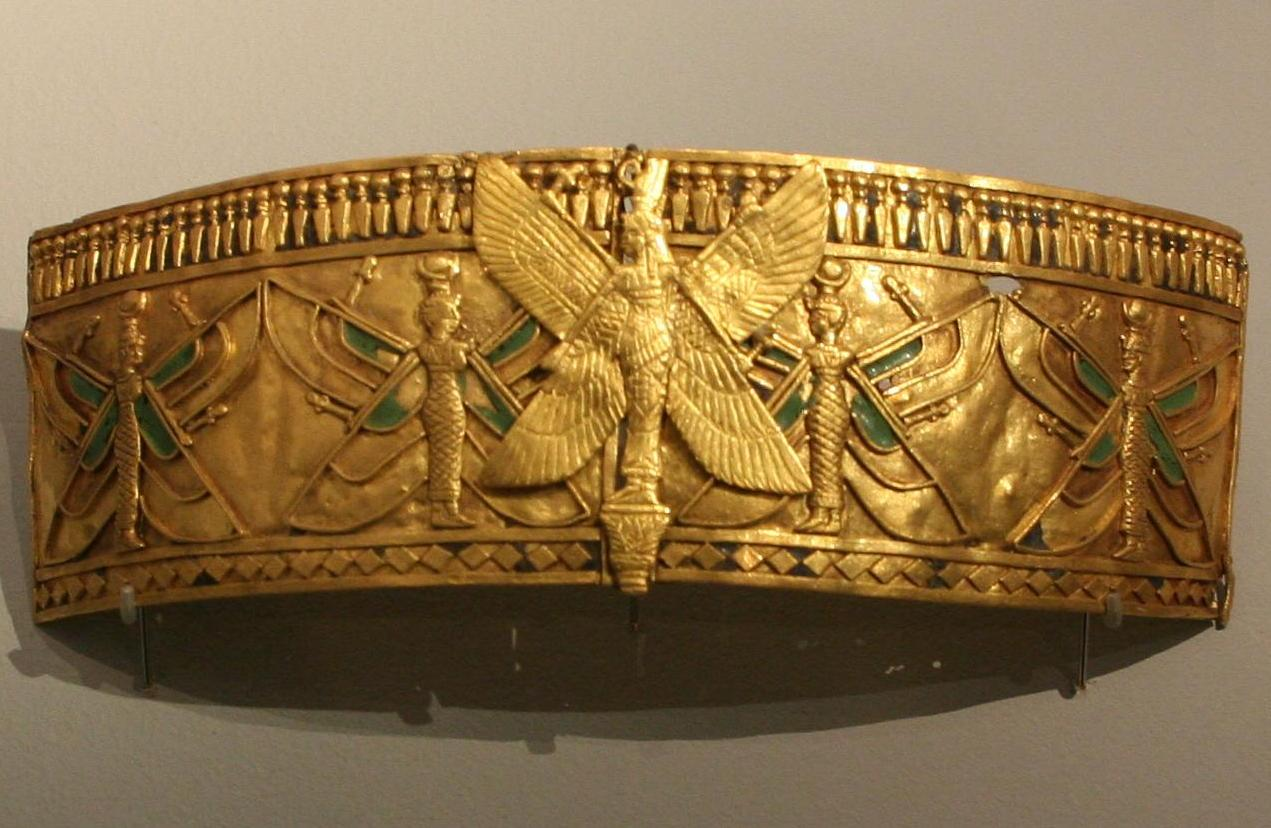
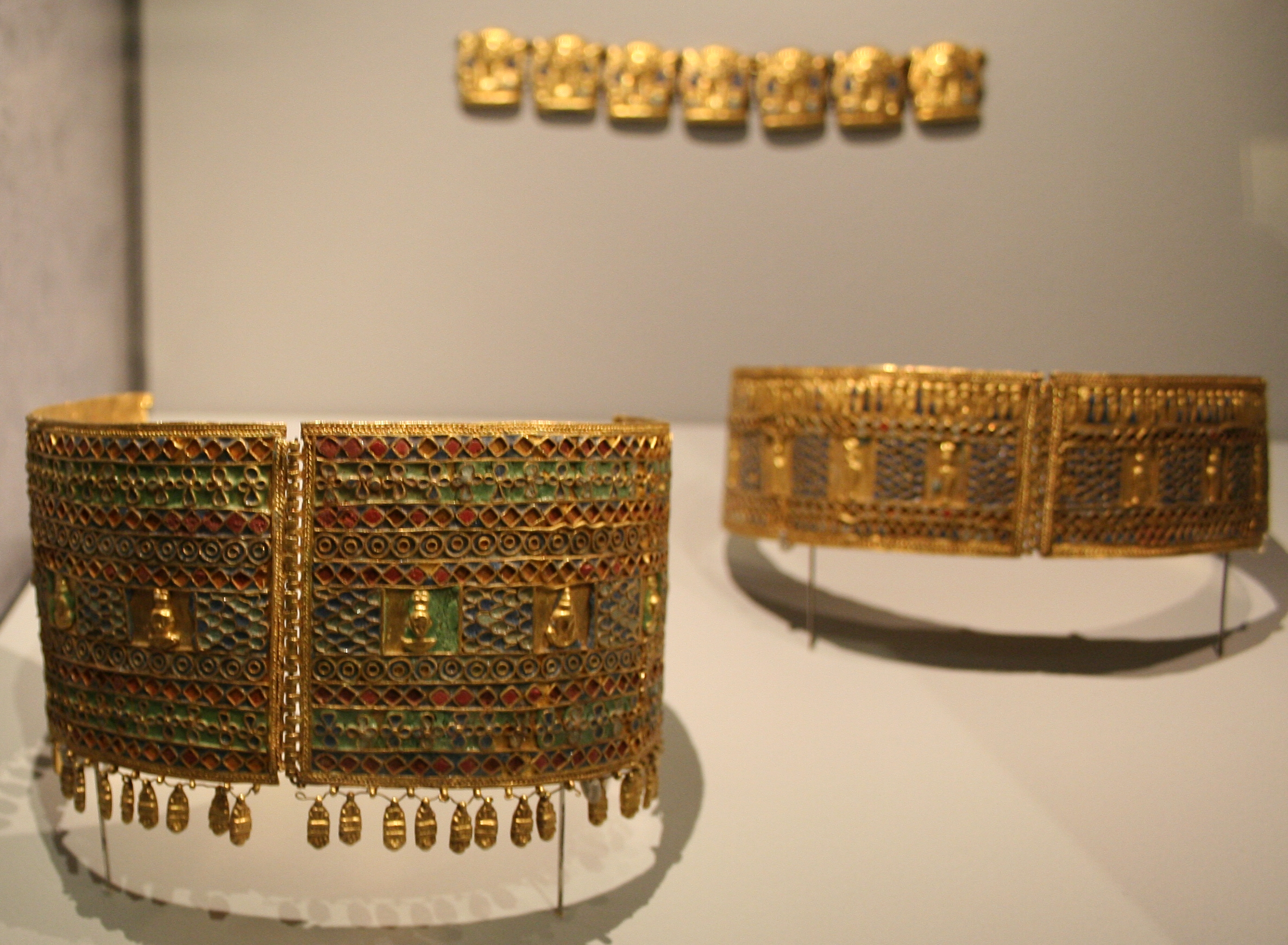
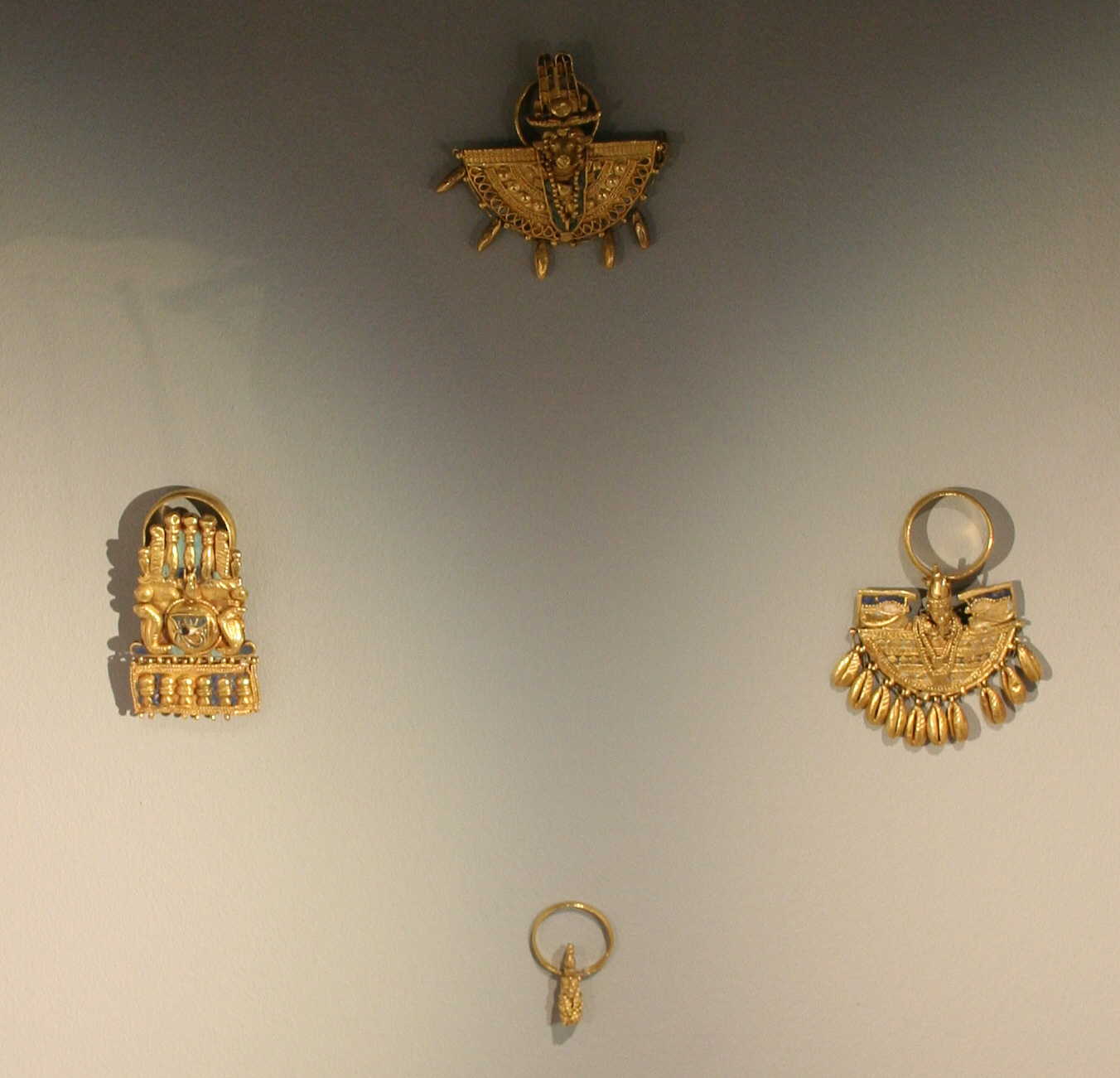
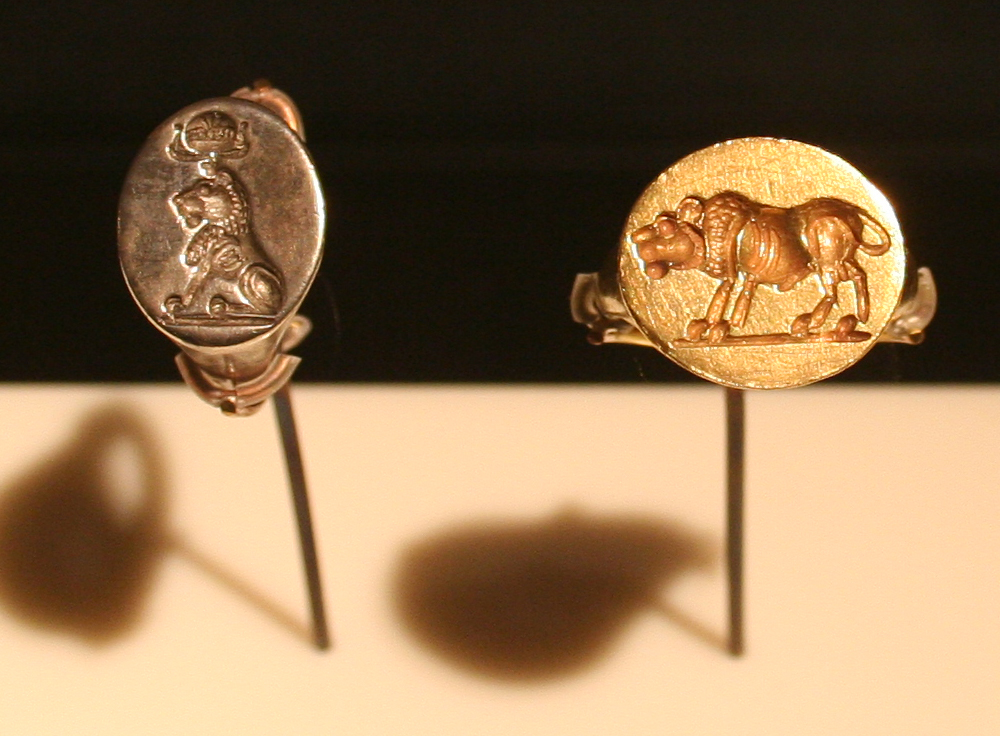
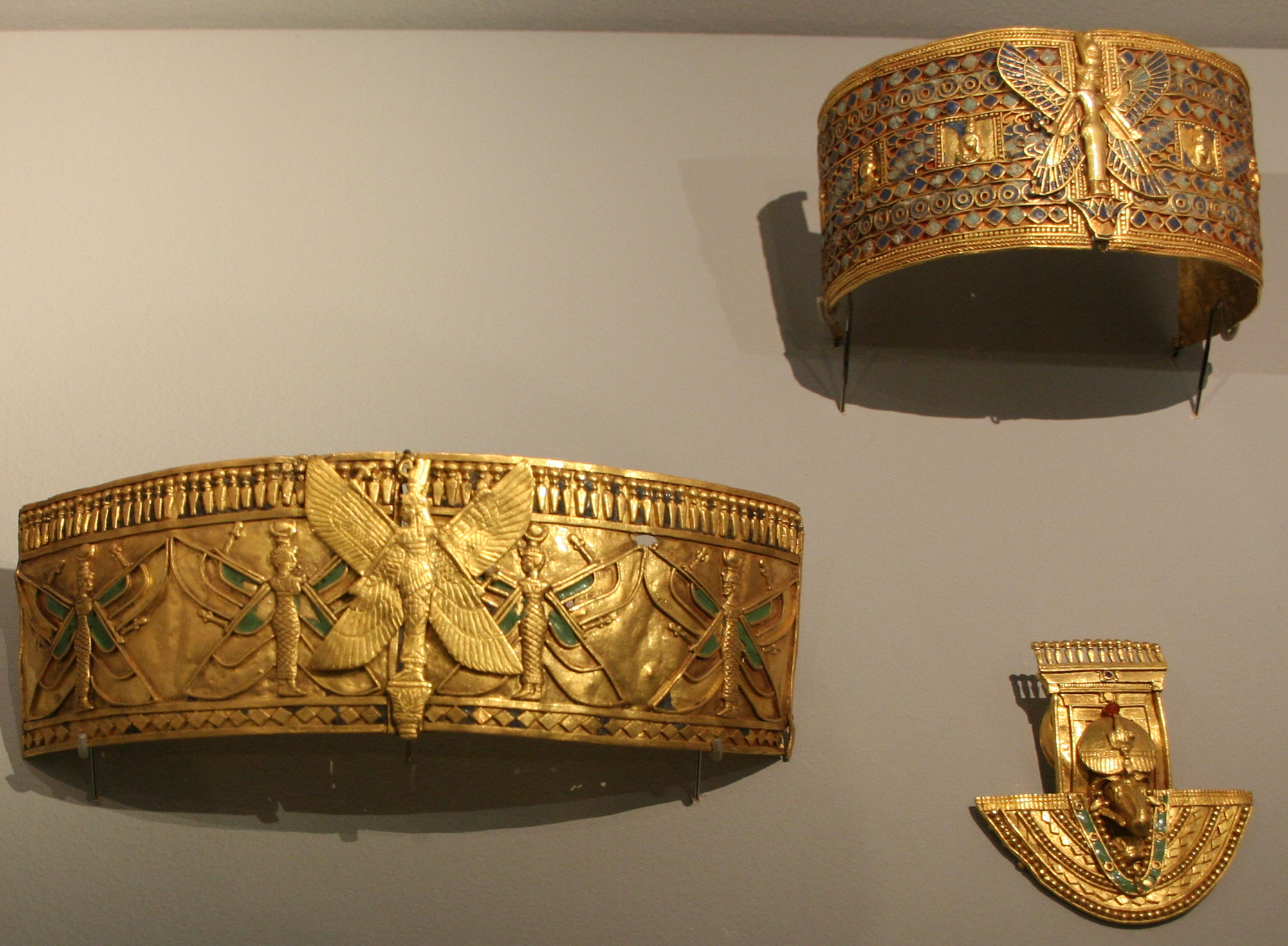
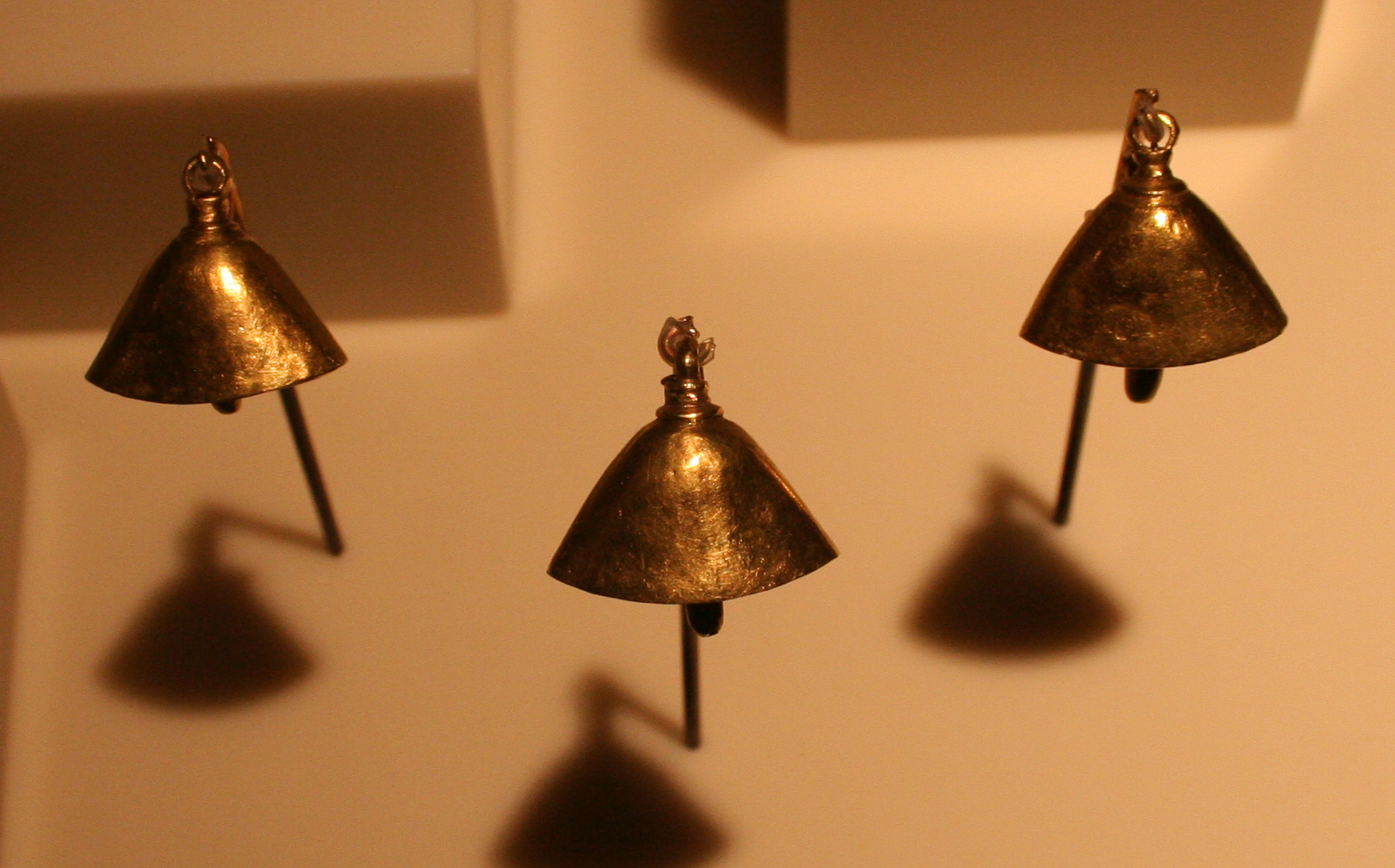
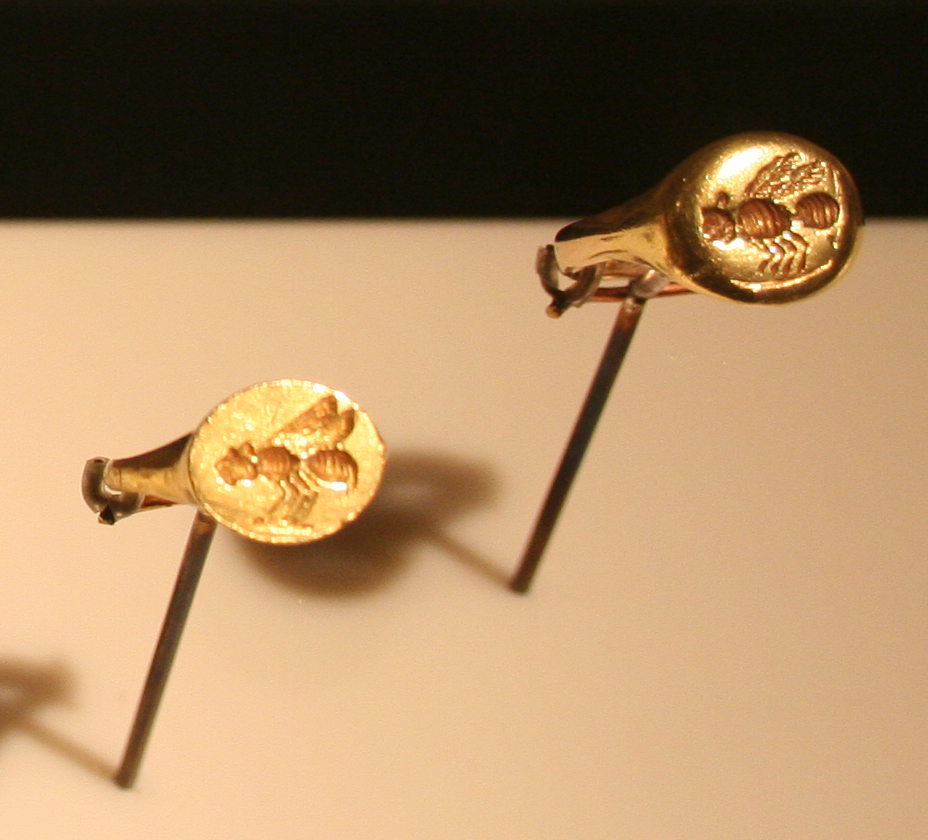
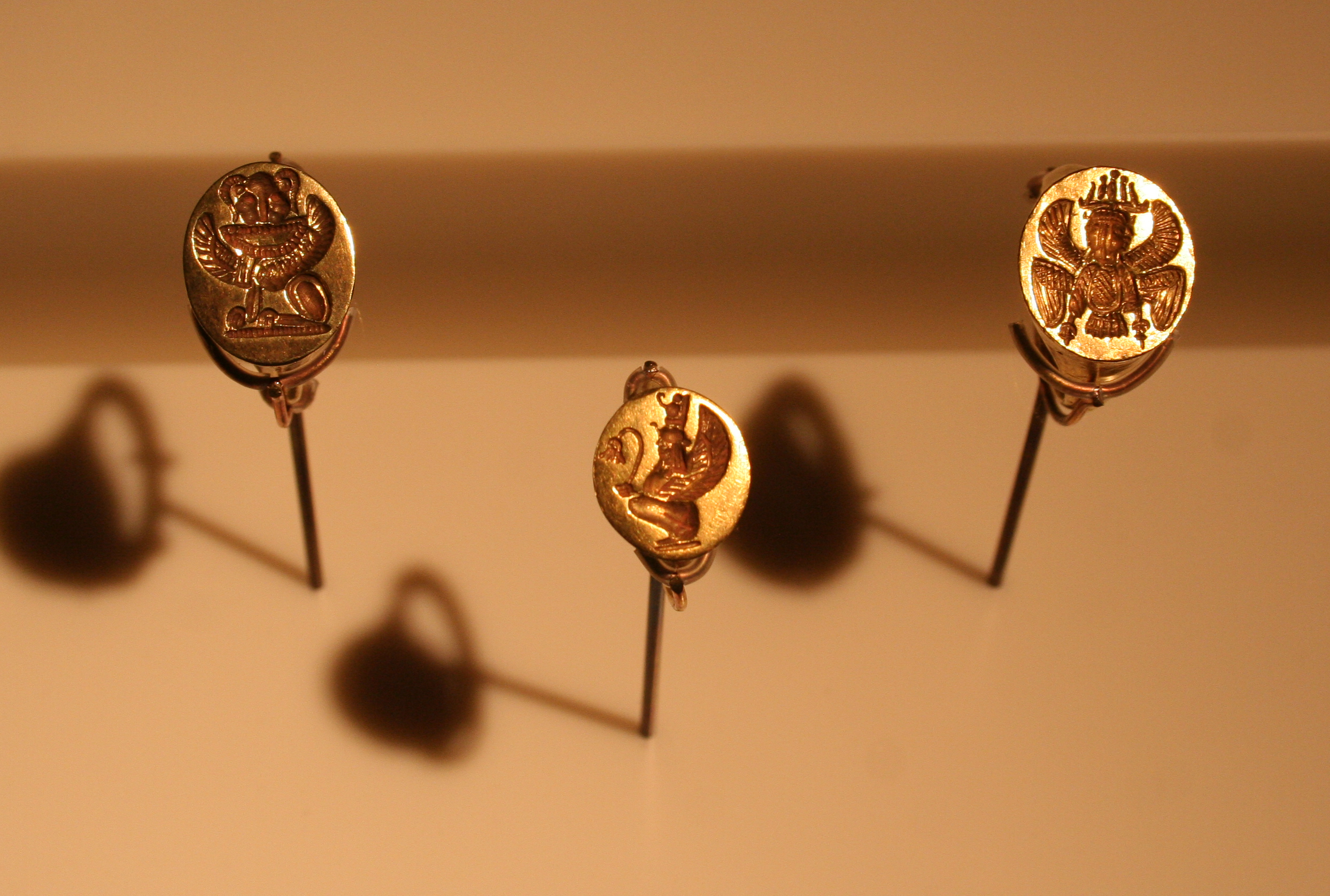
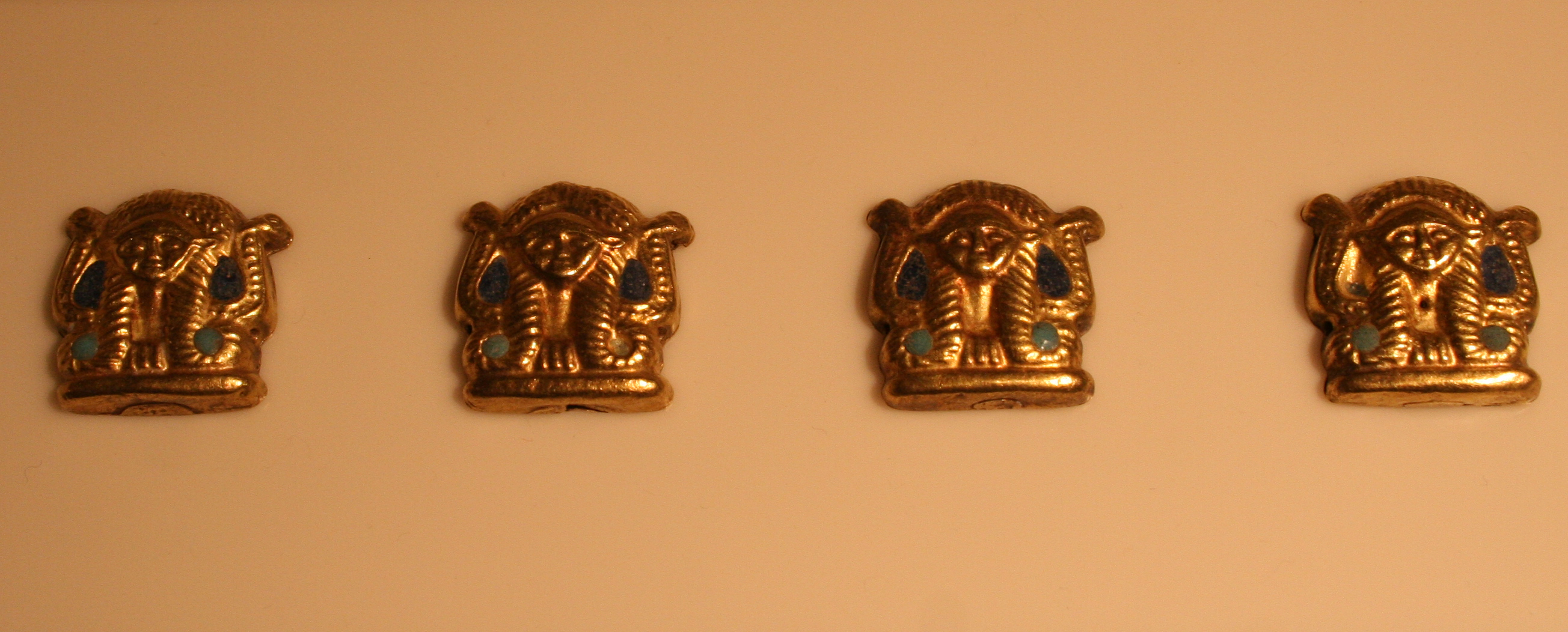
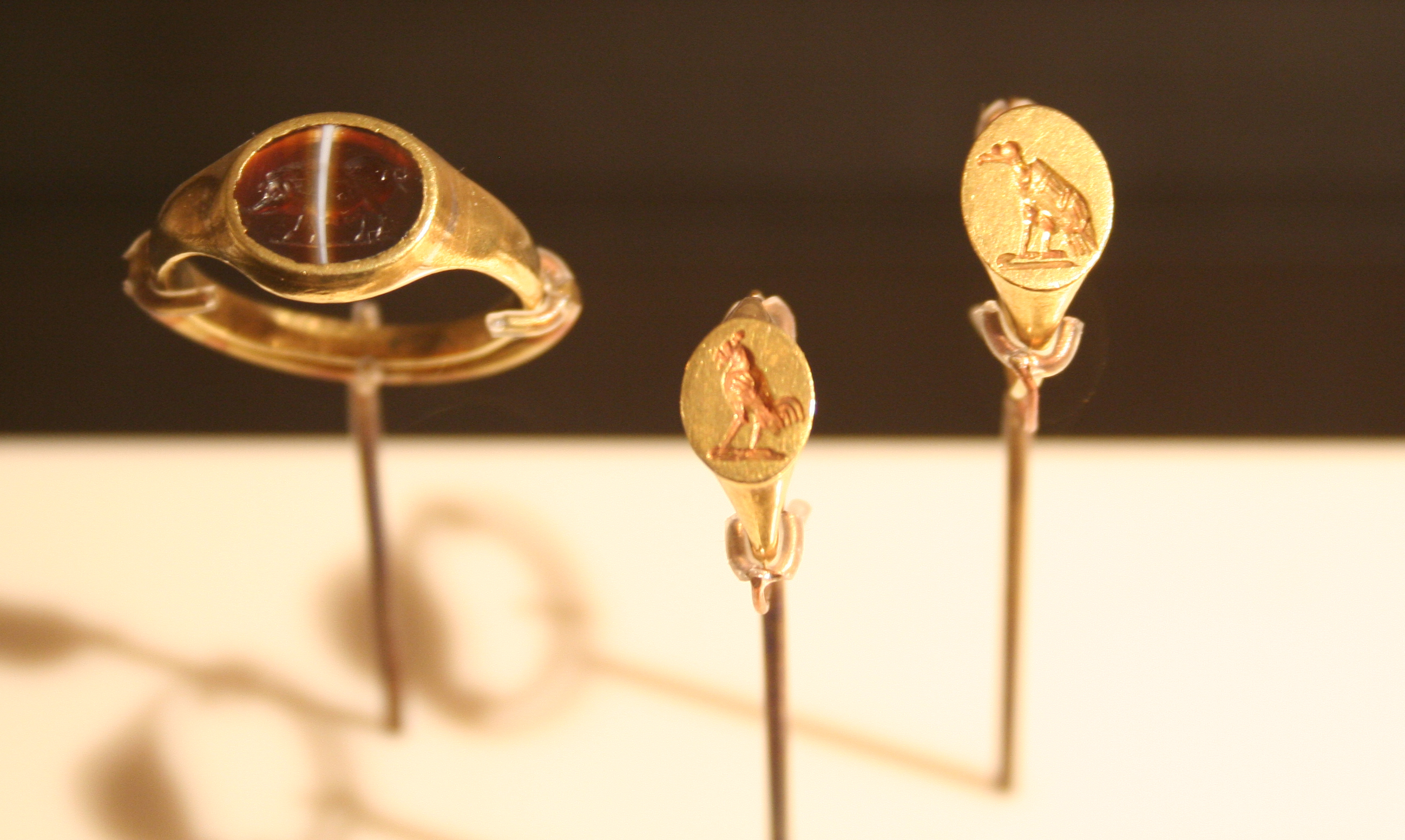
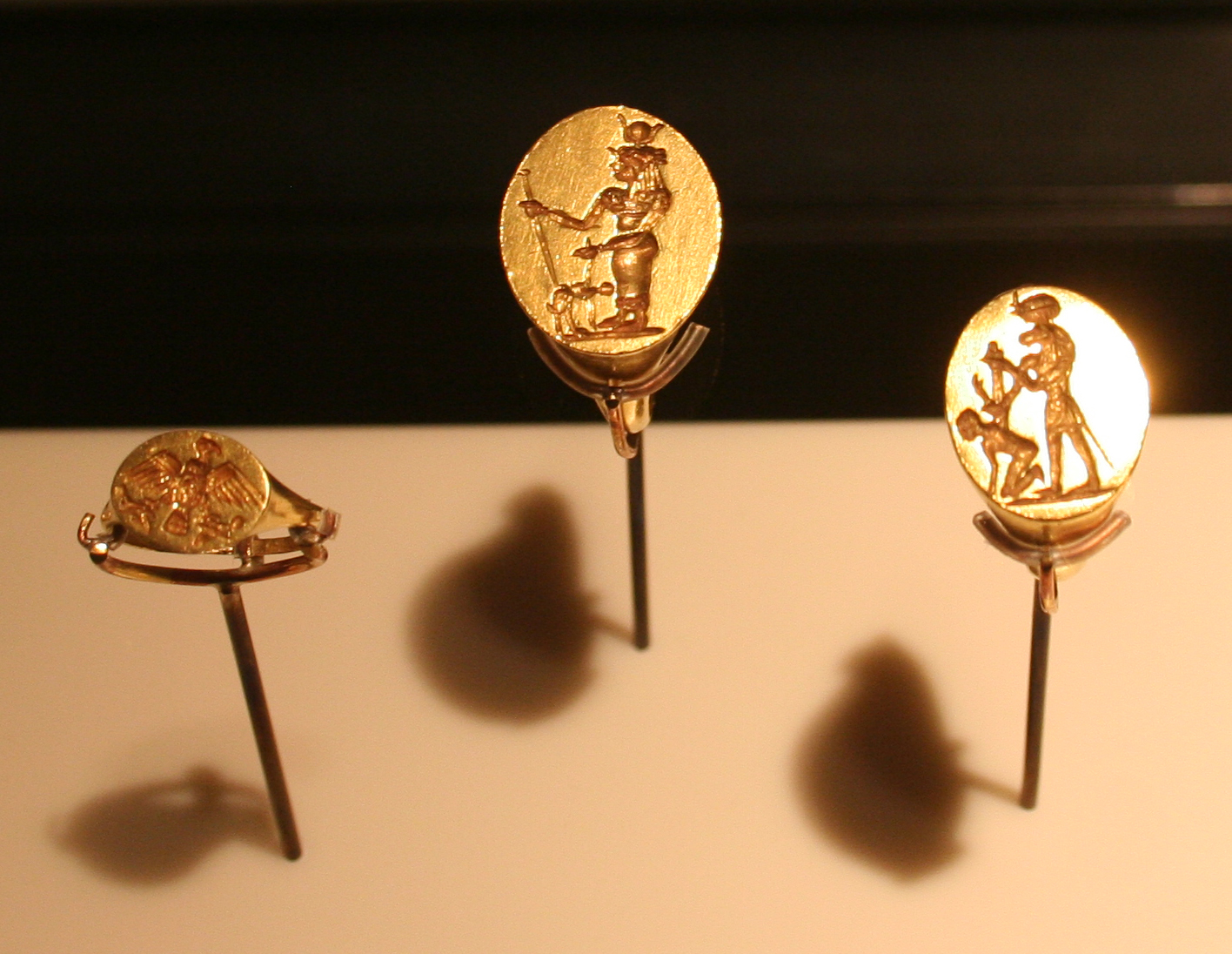
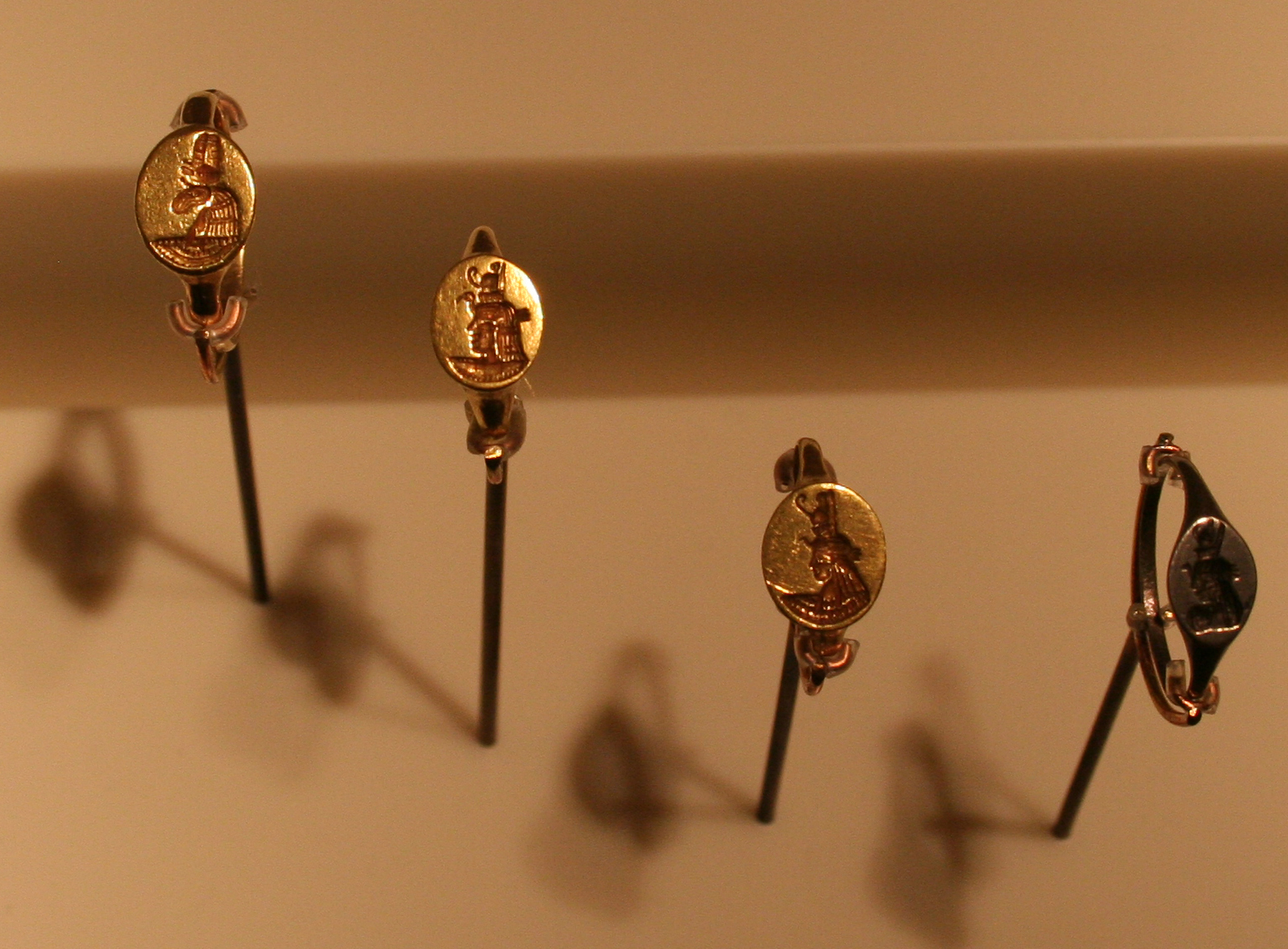
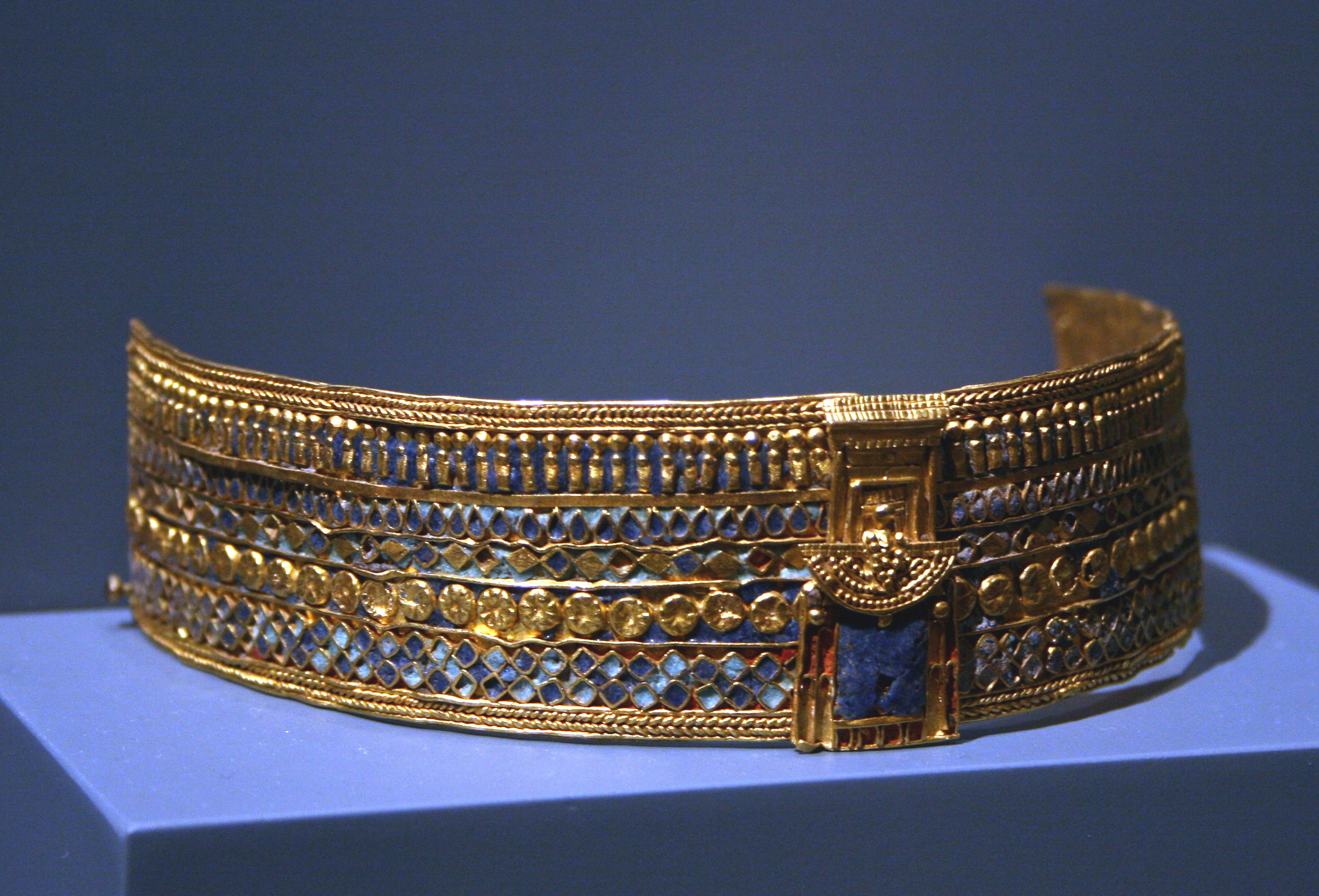

## وصلات خارجية
- اكتشف الحضارة النوبية
- كنوز الملكة أماني شاخيتي (باللغة الإنجليزية)
- مسلة الملكة أماني شاخيتي من النقعة
- معهد شيكاغو للعلوم الشرقية: صور تحطيم هرم الملكة
- من اليوتيوب على يوتيوب

| سبقتها: الملكة الكنداكة أماني ريناس | قائمة ملوك كوش | خلفها: الملكة أماني تيري وصية علي الملك نتكامانى |